# Triclistus longicalcar
Triclistus longicalcar là một loài tò vò trong họ Ichneumonidae.